# フィラデルフィアは今日も晴れ
『フィラデルフィアは今日も晴れ』（原題：It's Always Sunny in Philadelphia。Always Sunnyあるいは単にSunnyとも略称される）は、2005年から放送されているアメリカ合衆国のコメディドラマシリーズ。2005年8月4日にFXで放送がスタートし、2013年の第9シーズンからFXXに移転、2020年時点でシーズン14まで放送されている。ロブ・マケルヘニーが自身の原案により、グレン・ハワートンとともに企画した。製作総指揮と主な脚本はマケルヘニー、ハワートンに加えてチャーリー・デイが当たり、彼ら3人に加えてケイトリン・オルソン、ダニー・デヴィートが主演する。作品では「ギャング(The Gang)」（身勝手な友人同士の集まりで、ペンシルベニア州サウスフィラデルフィアにてアイリッシュバーPaddy's Pubを経営している）が引き起こすドタバタ劇を描く。
第14シーズンは2019年11月に終了した。2020年5月に第15シーズンの製作が決定し、アメリカで製作されたシチュエーション・コメディシリーズとして、それまで最長だった1952年から1966年まで継続した『オジー・アンド・ハリエット』の14シーズンを抜いて、最長シーズンを数える長寿番組となった。2020年12月に合わせて4シーズンの追加製作が決まり、第18シーズンまで記録を伸ばした。

## キャスト

### メイン
チャーリー・デイ
役- チャーリー・ケリー
グレン・ハワートン
役 - デニス・レイノルズ
ロブ・マケルヘニー
役 - ロナルド・”マック”・マクドナルド
ケイトリン・オルソン
役 - ディアンドラ・”スウィート ディー”・レイノルズ
ダニー・デヴィート
役 - フランク・レイノルズ
※以上の5人がギャングのメンバー。役名の太字はギャング内でのお互いの呼び名やギャングから見た主な呼び名を示す。

### サブ
メアリー・エリザベス・エリス
役 - ウェイトレス、チャーリーの執着的な恋愛対象。
デヴィッド・ホーンズビー
役 - マシュー・”リケティ クリケット”・マラ、元カトリックの神父だが、ギャングとの腐れ縁がもとで、誘拐・性的虐待をされたり大けがを負わされたり薬物依存に陥るなど人生が暗転を続ける。
アルテミス・ペプダニ
役 - アルテミス・デュボワ、ディーの風変わりな友人でありフランクの気ままな愛人。
ランス・バーバー
役 - ビル・ポンデローサ、モリーンの兄。離婚がもとで酒に溺れ、自殺企図するようになる。
キャサリン・ライトマン
役 - モリーン・ポンデローサ、ビルの妹でデニスの元妻。自身をバステト(Bastet)という名の猫だと信じ込むようになる。
トラヴィス・シュルト
役 - 兵士ベン、ディーの元恋人で頭が弱い。米軍イラク帰還兵。
ジミ・シンプソン
役 - リアム・マクポイル、人嫌いでライアン・マクポイルの双子のきょうだい。
ネイト・ムーニー
役 - ライアン・マクポイル、人嫌いでリアム・マクポイルの双子のきょうだい。
リン・マリー・スチュワート
役 - ボニー・ケリー、チャーリーの母親で神経症を病んだ元売春婦。
サンディ・マーティン
役 - マック夫人、マックの母親だが冷徹で愛情がない。
グレゴリー・スコット・カミンズ
役 - ルーサー・マック、マックの父親にして受刑囚。
ブライアン・アンガー
役 - 弁護士。
Andrew Friedman
役 - ジャック・ケリー、チャーリーのおじにして弁護士。
チャド・コールマン
役 - Z（ジー）、フランクが橋の下で知り合った友人。

## エピソード
| シーズン | シーズン | 話数 | 話数 | 放送期間       | 放送期間       | 放送期間 |
| シーズン | シーズン | 話数 | 話数 | 初回放送       | 最終回放送     | 放送局   |
| -------- | -------- | ---- | ---- | -------------- | -------------- | -------- |
|          | 1        | 7    | 7    | 2005年8月4日   | 2005年9月15日  | FX       |
|          | 2        | 10   | 10   | 2006年6月29日  | 2006年8月17日  | FX       |
|          | 3        | 15   | 15   | 2007年9月13日  | 2007年11月15日 | FX       |
|          | 4        | 13   | 13   | 2008年9月18日  | 2008年11月20日 | FX       |
|          | 5        | 12   | 12   | 2009年9月17日  | 2009年12月10日 | FX       |
|          | 6        | 14   | 14   | 2010年9月16日  | 2010年12月16日 | FX       |
|          | 7        | 13   | 13   | 2011年9月15日  | 2011年12月15日 | FX       |
|          | 8        | 10   | 10   | 2012年10月11日 | 2012年12月20日 | FX       |
|          | 9        | 10   | 10   | 2013年9月4日   | 2013年11月6日  | FXX      |
|          | 10       | 10   | 10   | 2015年1月14日  | 2015年3月18日  | FXX      |
|          | 11       | 10   | 10   | 2016年1月6日   | 2016年3月9日   | FXX      |
|          | 12       | 10   | 10   | 2017年1月4日   | 2017年3月8日   | FXX      |
|          | 13       | 10   | 10   | 2018年9月5日   | 2018年11月7日  | FXX      |
|          | 14       | 10   | 10   | 2019年9月25日  | 2019年11月20日 | FXX      |
|          | 15       | 8    | 8    | 2021年12月1日  | 2021年12月22日 | FXX      |